# Lambafolket (Zambia)
Lambafolket er en etnolingvistisk Bantu-gruppe, der hovedsageligt er beliggende i Zambias Central-, Copperbelt- og North-West- provinser. Lambafolk taler Lamba-sproget, med Lamba og Lima som de vigtigste dialekter.

## Etymologi
Lamba er 'det at ydmyge sig selv', og de  er generelt meget ydmyge mennesker i naturen.

## Historie
Der er der kun lidt information relateret til Lambas fra før kolonihistorien i slutningen af det nittende århundrede. Den portugisiske opdagelsesrejsende Francisco de Lacerda nævnte for første gang Lambaerne i sin dagbog den 21. september 1798, hvori han fortalte, at Lambas solgte kobber og elfenben til  Lundafolket og mellemmændene i Nsenga området nær byen Zumbo, den portugisiske handelsstation på Zambezi.

## Social organisation
Der er fire anerkendte traditionelle ceremonier i Lambalandet; Chabalankata under overhøvding Mushili, og Ukwilimuna under høvding Malembeka, Nsengele kunuka under høvding Machiya og Ukupupa under overhøvding Kalilele.